# فنون روایت

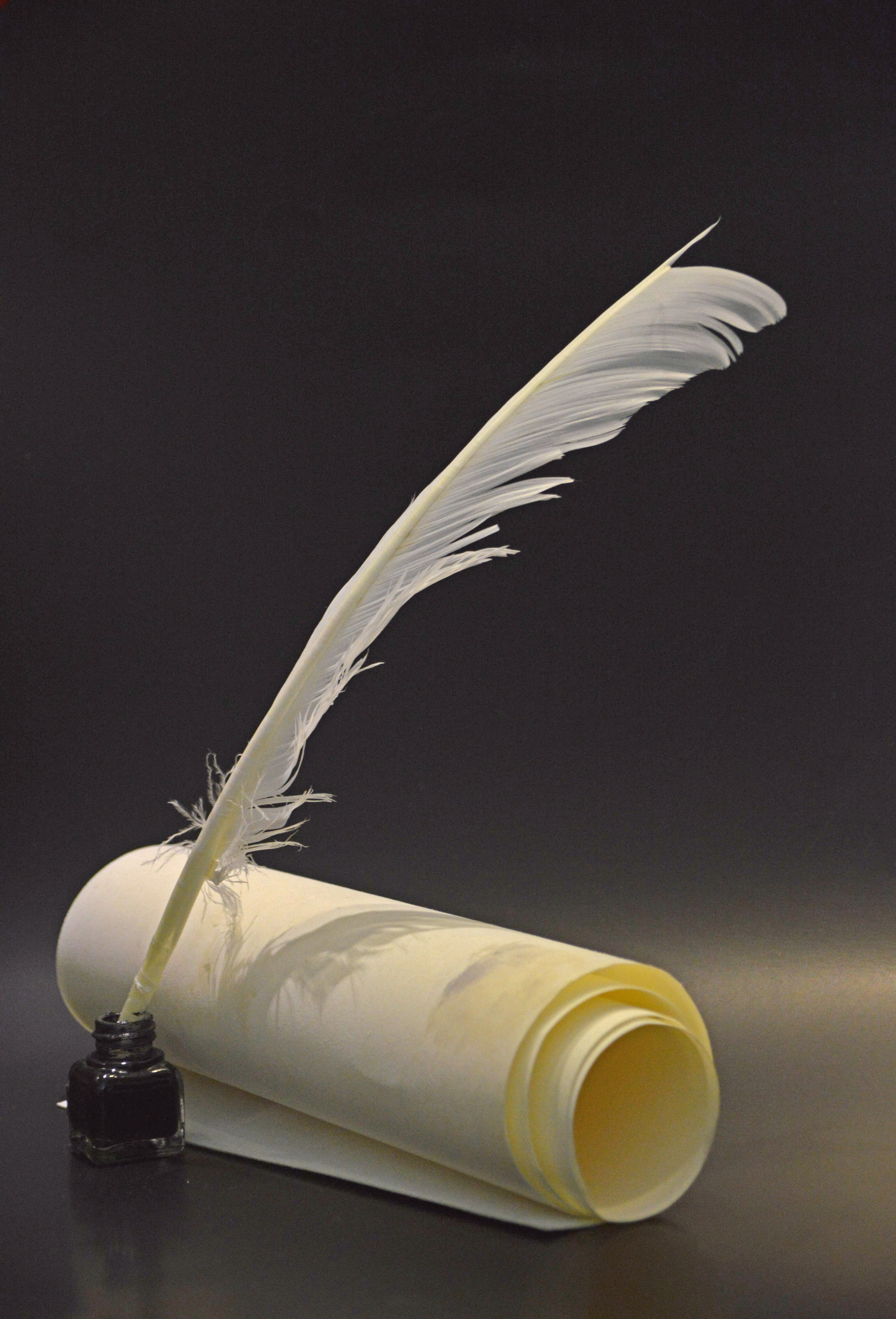
فنون روایت

یک تکنیک روایی یا فن روایت یا فن روایی یا فن روایت‌گری که در روایات آثار ادبی فاخر به عنوان یک صنعت ادبی، یا فن و صنعت داستانی شناخته می‌شود، به هر یک از روش‌هایی گفته می‌شود که خالق روایت (روایت‌گر) از آن‌ها به منظور القای مفاهیم استفاده می‌کند. به عبارت دیگر، یک استراتژی است که در خلق روایت به منظور انتقال اطلاعات به مخاطبین و به‌خصوص به منظور توسعه و پیشبرد روایت برای کامل‌تر کردن روایت یا پیچیده‌تر کردن یا جذاب‌تر کردن آن استفاده می‌شود. تکنیک‌های روایی از عناصر ادبی که ذاتاً در آثار ادبی وجود دارند، متفاوت هستند.

## زمان و مکان وقوعداستان
| نام       | معنا | مثال |
| پیش‌داستان | داستانی که پیش از بیان وقایع داستان اصلی نقل می‌شود—وقایع پیشین و سوابقی که به موقعیت‌های کنونی معنای جدیدی را می‌بخشند. | اگرچه سه‌گانهٔ ارباب حلقه‌ها در اواخر عصر سوم اتفاق می‌افتد، اما در ابتدای فیلم راوی به طور اجمالی وقایع تاریخی/اسطوره‌ایِ مربوط به عصر اول و دوم را بیان می‌کند. |

## پیرنگ
| نام                                                   | معنا | مثال |
| پیش‌داستان                                             | داستانی که پیش از بیان وقایع داستان اصلی گفته می‌شود—وقایع گذشته و سوابقی که به موقعیت‌های کنونی معنای جدید را می‌افزید. | اگرچه سه‌گانهٔ ارباب حلقه‌ها در اواخر عصر سوم اتفاق می‌افتد، اما در ابتدای فیلم راوی به طور اجمالی وقایع تاریخی/اسطوره‌ای که مربوط به عصر اول و دوم را بیان می‌کند. |
| پایان نفس‌گیر                                          | روایت بدون حل کردن گره در پایان داستان به اتمام میرسد و این موجب می‌شود تا مخاطب مجبور باشد قسمت بعدی(فیلم یا سریال) را برای دیدن چگونگی حل گره در داستان دنبال کند. | تقریباً هر اپیزود از سریال‌های تلویزیونی مانند دکستر و بریکینگ بد در حالی پایان می‌یابد که یکی از شخصیت‌ها در مخصمه گیر کرده است.(مثلاً شخصیت در یک قدمی گیر اراذل و اوباش افتادن یا به چنگ قانون افتادن یا فهمیده شدن راز مگوی او توسط نزدیکانش هست) |
| امداد غیبی(Deus ex machina) یا دست تقدیر یا مشیت الهی | بر طرف کردن یک کشمکش اصلی داستان و گره‌گشایی از گره اصلی داستان به کمک چیزی که به داستان مربوط نیست.(مثلاً خدا ظاهر می‌شود و همه چیز را حل می‌کند). قدمت این تکنیک به زمان تئاتر یونان باستان باز می‌گردد اما این روش ممکن است روش ناپسندی باشد و برای مخاطبین نیز ناخوشایند باشد.                                                            | به عنوان مثال فیلم آفرودایت توانا |
| Eucatastrophe یوکاتاستروفی                            | این کلمه توسط تالکین ابداع شد، و به معنای یک واقعهٔ اوجی(بزنگاهی) و مهم در داستان است که طی آن قهرمان داستان به نظر میرسد که در حال مواجهه با یک تغییر مصیبت‌بار است. در حالی که این تغییر به وقوع نمی‌پیوندد مثلاً، زمانی که به نظر مخاطب داستان به بدی تمام شده ولی اتفاقی می‌افتد که خط داستان را تغییر می‌دهد و داستان به خوبی تمام می‌شود. | در پایان داستان ارباب حلقه‌ها، گالوم به زور حلقه را از فرودو میگیرد، و این‌گونه به مخاطب القا می‌شود که سائورون زمین میانه را تسخیر خواهد کرد. گرچه شادمانی کردن گالوم باعث می‌شود تا او به مذاب سقوط کند در نتیجه حلقه و قدرت سائورون از بین میروند. تقریباً گالوم آنچه را که فرودو و یاران حلقه در طول داستان قصد انجامش را داشتند یعنی انداختن حلقه در دریاچهٔ آتش در قلب کوه نابودی، به انجام میرساند. |
| گذشته‌نمایی(فلاش‌بک)                                    | اصطلاحی برای تغییر در توالی زمانی، به عنوان مثال بردن شخصیت‌ها به شروع قصه. | حکایت «سه سیب» در هزار و یک شب با کشف جنازهٔ یک زن جوان شروع می‌شود پس از اینکه قاتل به خود به قتل اقرار میکند،دلایل خود برای به قتل رساندن آن زن را به صورت فلاش‌بکی از وقایعی که منجر به قتل و پیدا شدن جسد می‌شود را بیان میکند. |
| آینده‌نمایی یا فلاش‌فوروارد                             | صحنه‌ای که موقتاً روایت را به جلو منتقل میکند. فلاش‌فورواردها معمولاً وقایعی را که انتظار رخدادنشان میرود، یا تصور می‌شود که در آینده اتفاق بیفتدرا نشان می‌دهند. ممکن است قسمت‌های مهمی از داستان که هنوز اتفاق نیافتاده‌اند ولی به زودی اتفاق خواهند افتاد و با جزئیات فراوان بیان خواهند شد، را فاش کنند.                                     | به عنوان نمونه میتوان به سرودی کریسمس اشاره کرد زمانی که آقای اسکروچ روح آینده را ملاقات می‌کند یا میتوان به سریال تلویزیونی لاست اشاره کرد که در بسیاری از قسمت‌های فصل‌های پایانی آن از این تکنیک استفاده شده‌است. |
| foreshadow پیش‌بینی                                    | زمانی که نویسنده عمداً تلاش می‌کند تا به وقایعی که بعدها در داستان اتفاق خواهند افتاد به صورت ضمنی اشاره کند و به بیننده سر نخ بدهد. | به عنوان مثال لوله‌ای در داستان خواهد ترکید، اما قبل از اینکه بترکد، نویسنده صحنه‌ای را مینویسد که یکی از اعضای خانواده متوجه قسمتی از دیوار که نم داده می‌شود، اما آن را نادیده می‌گیرد. بنابراین خواننده میفهمد که دیر یا زود لوله خواهد ترکید پس به نظرش ترکیدن لوله در اواخر داستان امری کاملاً اتفاقی(مثل مورد مشیت‌الهی) و ناخوشایند نخواهد بود. در کتاب انتظارات بزرگ چارلز دیکنز، پیش از صحنه‌ای که پیپ با ماگویچ مواجه می‌شود پیپ در حال توصیف هوای لندن است او هوا را طوفانی و در حال نابودی شهر توصیف میکند)، توصیف هوا توسط پیپ علاوه بر اینکه حالات درونی پیپ و هرج و مرج و آشفتگی درونی او را برای مخاطب به تصویر میکشد به عنوان پیش‌بینی مسیر زندگی پیپ نیز هست. |
| فریم استوری یا داستان در داستان                       | یک داستان اصلی که در دل خود چند داستان فرعی و کوتاه دارد | کلیله و دمنه، هزار و یک شب، دکامرون |
| مک‌گافین                                               | یک فن پیرنگ، به صورت یک هدف، یا یک شیٔ، یا محرّک‌های دیگر(چیزی به شخصیت انگیزه انجام کاری را بدهد)، که قهرمان داستان آن را دنبال میکند. معمولاً در روایت توضیحی در مورد چراییِ اهمیت داشتن آن داده نمی‌شود. | برای مثال گردنبد قلب اقیانوس در فیلم تایتانیک مک گافین است، جمجمه‌های بلورین در فیلم ایندیانا جونز و قلمرو جمجمه بلورین، مک گافین هستند |
| این مدیاس رِس                                          | زمانی که داستان از وسط یک ماجرا شروع می‌شود. گونه‌ای از قلَاب روایتی است. | ایلیاد و ادیسهٔ هومر نمونه‌هایی از این صنعت هستند. ادیسه با بازگشت هومر به خانه‌اش در ایتاکا شروع می‌شود و از آنجا داستان ده سال آوارگی او پس از جنگ ترووا به صورت فلاش بک روایت می‌شود. |
| قلّاب روایتی                                           | داستان به گونه‌ای شروع می‌شود که خواننده را میخکوب می‌کند و این موجب می‌شود تا خواننده خواندن داستان را ادامه دهد. | به عنوان مثال میتوان از حکایت «سه سیب» در داستان‌های هزار و یک شب یاد کرد. این داستان با کشف جسد یک زن جوان آغاز می‌شود. |
| پیچش داستانی                                          | تغییر (پیچش) غیرقابل پیش‌بینی در مسیر پیرنگ یا در نتیجهٔ پیرنگ (که انتظارش میرود) | از نمونه‌های اولیه میتوان به حکایت «سه سیب» در هزار یک شب اشاره کرد. یک صندوق قفل شده که توسط یک ماهی‌گیر پیدا می‌شود حاوی یک جسد است و دو مرد ادعای قاتل بودن می‌کنند، که در انتها مشخص می‌شود که بردهٔ مستنطق(بازپرس) بانی اصلی قتل است. |
| عدالت شاعرانه                                         | پاداش گرفتن کار نیک، یا مجازات کار بد، به صورتی کنایه‌آمیز و دور از انتظار | در انیمیشن سریال رودرانر(میگ میگ) هربار کایوتی(گرگ) نقشه‌ای می‌ریزد تا رود رانر را به دام بیندازد در حالی که هر بار خود به دام خود میفتد. در کمدی الهی دانته مجازات هر گناه یک نمونهٔ نمادین از عدالت شاعرانه است. |
| نیرنگ در سخن                                          | یک تکنیک پیرنگ بر اساس این استدلال که معنای موردنظر یک پیمان و قرارداد در زمان پیمان بستن و قرارداد بستن ارزشی ندارد و در عوض معنای تحت لفظی قرارداد صحیح است. | به عنوان مثال، در تاجر ونیزی اثر شکسپیر، پورتیا در دادگاه اظهار می‌کند که، قرارداد مبنی بر این است که یک پوند از گوشت آنتونیو بدون خون باید به شایلاکِ رباخوار پرداخت شود، بنابراین شایلاک تنها در صورتی که بتواند بدون ریختن قطره‌ای خون گوشت را از تن او جدا کند. می‌تواند قرارداد را اجرا کند. |
| نکتهٔ انحرافی یا هرینگ سرخ                             | منحرف کردن حواس خواننده از یک عنصر مهم. | مثلاً در یک داستان معمایی، ممکن است یک شخصیت عمداً از طریق تکنیک‌های مختلف به عنوان یک مظنون معرفی شود. تا بدین ترتیب توجه مخاطب از شخصیت گناهکار اصلی منحرف شود. |
| بمب ساعتی                                             | خطر فاجعهٔ قریب‌الوقوع معمولاً در داستانهای دلهره‌آور که در آن‌ها فرار از مخمصه و رهایی، عنصر مهمی است مورد استفاده قرار میگیرد. | در سریال تلویزیونی ۲۴، معمولاً شخصیت اصلی یعنی جک بایر برای خنثی کردن بمب، باید تروریست‌ها را بازجویی کند. |
| تفنگ چخوف                                             | یک اصل دراماتیک که به موجب آن هر عنصر روایی باید جایگزین‌ناپذیر باشد و آن عناصری که این ویژگی را ندارند باید از داستان حذف شوند. | «هر چیزی، که به داستان ارتباطی ندارد را حذف کنید. اگر در فصل اول گفته شود که روی دیوار یک تفنگ آویزان شده در فصل دو یا سه قطعاً باید این تفنگ شلیک شود. اگر قرار نیست که این تفنگ شلیک شود، پس این تنفگ نباید روی دیوار آویزان باشد.» آنتوان چخوف |
| راوی غیرقابل اعتماد                                   | راوی‌ای که صادق نیست یا در روایتش غرضمندی وجود دارد و احتمالاً از طریق مخفی کردن یا کم اهمیت نشاندادن وقایع، شخصیت‌ها یا انگیزه‌ها، مخاطب را گمراه می‌کند. | مثلاً رمان قتل راجر آکروید |

## زاویهٔدید
| نام                 | معنا | مثال |
| جانشین مخاطب        | شخصیتی که سؤالات مدنظر مخاطب را میپرسد و مخاطب با او هم‌ذات پنداری می‌کنند. این تکنک بیشتر در داستان‌های علمی و تخیلی و کارآگاهی استفاده می‌شوند به این صورت که شخصیت مذکور از شخصیت اصلی میپرسد که او چگونه عملی را انجام داده (مثلاً یک معما را حل کرده) به منظور مجبور کردن شخصیت اصلی به توضیح چگونگی انجام کار برای مخاطبین. | مثل دکتر واتسون در داستانهای شرلوک هلمز |
| شکستن دیوار چهارم   | وقتی که نویسندهٔ داستان یا شخصیتی از داستان، مستقیماً مخاطب را مورد خطاب قرار می‌دهد. این کار ممکن است به خاطر خواننده یا مخاطب بیاورد که چیزی که در حال مطالعه یا دیدن آن است، یک داستان است یا ممکن است هدف از اینکار توسعهٔ جهان داستان و ایجاد این توهم که مخاطب نیز جزئی از داستان است، باشد.                               | در سریال درام خانهٔ پوشالی از این تکنیک به منظور آگاه کردن مخاطب از آنچه شخصیت اصلی داستان، فرانک آندروود، در سر دارد، استفاده می‌شود. نمونهٔ دیگر این صنعت روایی، به‌طور مکرر در سریال داستان مالکوم اتفاق می‌افتد. |
| روایت اول شخص       | داستانی که از زاویهٔ دید یک شخصیت، مخصوصاً قهرمان داستان بیان می‌شود، انگار که شخصیت خودش دارد داستان را تعریف میکند.(شکست دیوار چهارم می‌تواند، در این نوع روایت یک گزینهولی الزامی نیست) | ماجراهای هاکلبری فین اثر مارک توین از شخصیتی که نامش در عنوان کتاب آمده به عنون راوی استفاده میکند. در حالی که داستانهای شرلوک هلمز از دید واتسون روایت می‌شوند.                                                 |
| روایت دوم شخص       | داستانی که راوی‌اش دوم شخص است و به جای ضمیر او بیشتر از ضمیر تو استفاده می‌شود(انگار راوی در حال مکالمه با خودش است) | |
| روایت سوم شخص       | متنی که گویی توسط یک راوی که وقایع درون داستان روی تأثیر نمی‌گذارد بیان می‌شود. ممکن است دانای کل باشد یا دانای محدود. | در کتاب ترانهٔ یخ و آتش از چندین راوی سوم شخص محدود که با تغییر هر فصل تغییر می‌کنند استفاده شده‌است. در کتاب مرشد و مارگاریتا از راوی سوم شخص دانای کل استفاده شده‌است.                                            |
| راوی غیرقابل اعتماد | راوی‌ای که صادق نیست یا در روایتش غرضمندی وجود دارد و احتمالاً از طریق مخفی کردن یا کم اهمیت نشاندادن وقایع، شخصیت‌ها یا انگیزه‌ها، مخاطب را گمراه می‌کند. | مثلاً رمان قتل راجر آکروید |